# Kijevi levél

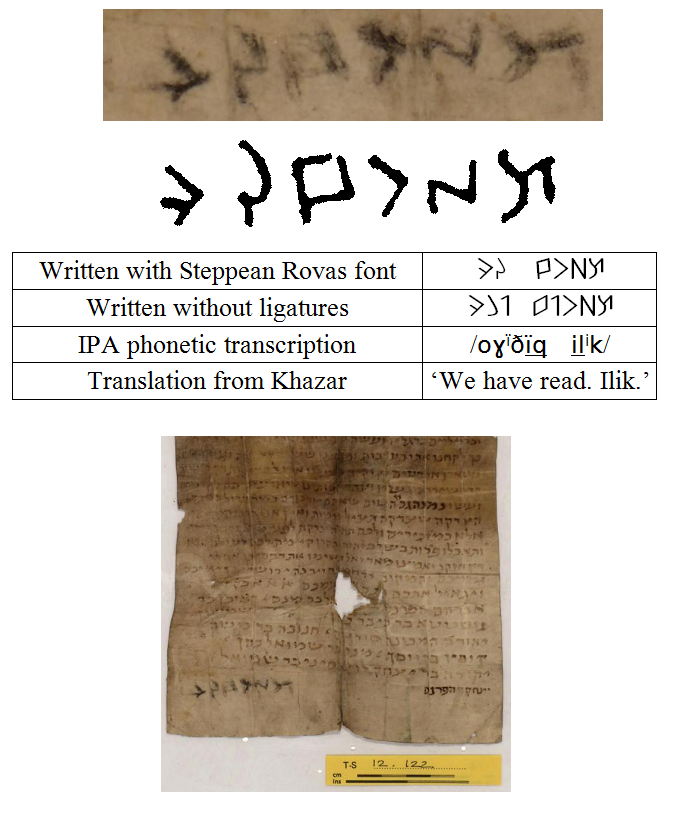
A Kijevi levél szkennelt képe a Cambridge University Library könyvtárbeli A Kijevi levél szkennel képe anyag. Az ábrán kinagyítva látható a Kievi levélen lévő Steppei rovás felirat, amelynek olvasata magyarul: "Olvastuk, Ilik". Az "Illik" a Kazár Kaganátusban a kagán helyettese volt, török méltóságnév, amely a magyarban is fennmaradt Üllő nevében.

A Kijevi levél egy 10. századi írásos nyelvemlék. A levelet héberül írták, héber betűkkel, azonban a bal alsó sarkában van egy rövid mondat steppei rovásírással. Róna-Tas András szerint a Kijevi levél 955. és 961. között íródott.

## Steppei rovásfelirat
A rajta található steppei rovásfeliratot Vékony Gábor fejtette meg, ő ezt az írást kazáriai rovásírásnak nevezte. A steppei rovásemlékek azonban az eurázsiai steppe számos részéről előkerültek, ezért manapság a steppei rovás elnevezés használatos.
‘Ilik’ a Kazár Kaganátus második legmagasabb közjogi tisztsége volt. Bíborbanszületett Konstantin szerint Árpád nagyfejedelem egyik fiának a neve Ielekh volt. Ez a név fennmaradt a Budapest melletti Üllő nevében. A Gesta Hungarorumban szerepel egy Hulec /hülek/, mint az Árpád-ház tagja, amely a török /ilik/ név labializálódott változata. Ez szintén alátámasztja az /ilik/ olvasatot. Ilik a kagán mellett a tényleges uralkodó volt, a felirat pedig a levél hitelesítése.
Egy másik változat szerint az Orkhon-Yenisei levél egyértelműen a 𐰜𐰇𐰆𐰬 𐰘𐰛 - : "Küonak" as-t olvassa, "olvasni", a modern csuvas nyelvben a: "Kĕneke" - "könyv" (olvasható) a közös törökből: tur. okumak, kaz. okudu.